# Эдуард, принц Ангальтский
Эдуард Юлиус Эрнст Август Эрдманн, принц Ангальтский (нем. Eduard Julius Ernst August Erdmann, Prince von Anhalt; род. 3 декабря 1941, Балленштедт) — немецкий аристократ, глава Асканского дома (с 1963 года).

## Биография
Принц Эдуард был младшим ребёнком из пяти детей в семье последнего правящего герцога Ангальта Иоахима Эрнста и его второй жены Эдиты Марвитц.
Стал главой Асканского дома в 1963 году после гибели в ДТП старшего брата, принца Фридриха, который был главой династии и был бездетным. Принц Эдуард жил и работал в США, занимаясь розничными продажами. После возвращения на родину работал журналистом в ряде изданий, а также был телеведущим.
Принц Эдуард в апреле 1990 года заявил о праве собственности на семейную резиденцию в Балленштедте, но потерпел неудачу. В мае 2000 года после долгой судебной тяжбы выкупил за 400 000 немецких марок охотничий домик 1770 года постройки, который стал семейной резиденцией.

## Семья
Был женат на Коринне Гизе Элизабет Крёнляйн (род. 19 августа 1961 года, Вюрцбург), дочери Гюнтера Крёнляйна и его жены Аннелизы Бенц. Гражданская церемония состоялась 21 июля 1980 года в Мюнхене, спустя шесть лет 7 июня 1986 года прошла религиозная церемония в С-Шарле (Швейцария). Супруги развелись в 2014 году. У пары три дочери:
- Принцесса Юлия Катарина Элизабет Ангальтская (род. 14 декабря 1980, Бад-Тёльц[2]), замужем с 12 июля 2008 года за марком Бернатом, у пары один сын;
- Принцесса Юлия Эйлика Николь Ангальтская (род. 1 января 1985, Мюнхен[2]), имеет двух детей от Фабиана Харте, с которым не состоит в официальном браке;
- Принцесса Юлия Фелиситас Леопольдина Фридерика Франциска (род. 14 мая 1993 года, Мюнхен[2])